# Repräsentantenhaus (Liberia)

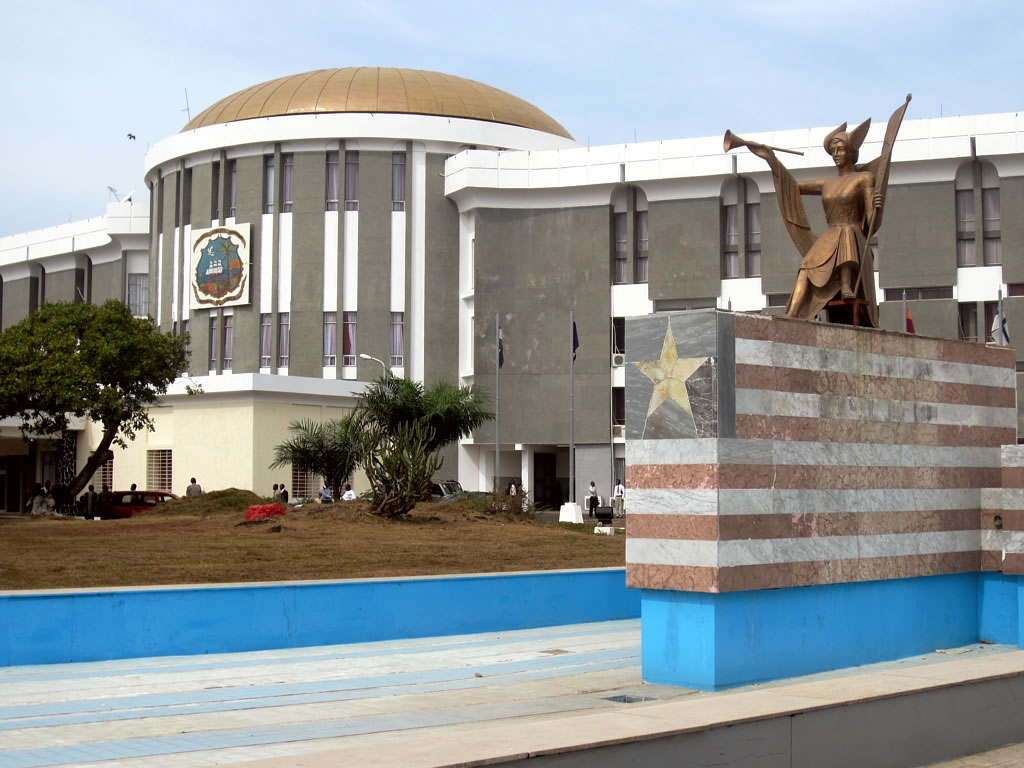
Das Repräsentantenhaus tagt im Capitol Building in Monrovia

Das Repräsentantenhaus (englisch House of Representatives of Liberia) ist das Unterhaus im Zweikammersystem von Liberia.
In das Repräsentantenhaus werden 73 Abgeordnete für jeweils sechs Jahre gewählt. Die Tagungsräume befinden sich im Capitol Building im Regierungsviertel Capitol Hill der Hauptstadt Monrovia.
Die in das Repräsentantenhaus zu entsendenden Vertreter werden nach County gewählt. Jedes der 15 Countys des Landes hat Anspruch auf eine bestimmte Zahl von Vertretern, die abhängig ist von der Einwohnerzahl des Countys:
- Montserrado: 17 Sitze
- Nimba: 9 Sitze
- Bong: 7 Sitze
- Lofa, Grand Bassa, und Margibi je 5 Sitze
- Gbarpolu, Grand Cape Mount, Bomi, Grand Gedeh, Sinoe, Maryland und River Gee: 3 Sitze
- Grand Kru und River Cess: je 2 Sitze

Ellen Mills Scarbrough wurde 1959 als erste Frau in das Repräsentantenhaus von Liberia gewählt.

## Wahlen
Die letzten Wahlen fanden am 10. Oktober 2023 statt. Dabei gewann die Regierungspartei Coalition for Democratic Change mit 25 die meisten Sitze, gefolgt von der oppositionellen Unity Party mit zehn Sitzen und der neuen Allianz Collaborative Political Parties mit sechs Sitzen. 18 Sitze gingen an parteiunabhängige Kandidaten. Die Mehrzahl der zur Wiederwahl antretenden Abgeordneten wurde nicht wiedergewählt. Das Haus tritt am 15. Januar 2024 zur ersten Sitzung zusammen.